# Vielfachheit
Vielfachheit (auch Multiplizität) ist eine mathematische Größe, mit der Objekte oder Eigenschaften gezählt werden, die mehrfach auftreten. Kommt ein Objekt in einem Umfeld beispielsweise dreifach vor, so hat es eine Vielfachheit von 3. Insbesondere bei folgenden Objekten wird die Vielfachheit untersucht:
- Eigenwerte: Bei Eigenwertproblemen in der linearen Algebra oder Funktionalanalysis werden die algebraische Vielfachheit und die geometrische Vielfachheit eines Eigenwertes untersucht.
- Null- und Polstellen: Bei einer Kurvendiskussion wird die Vielfachheit von Null- und Polstellen oft auch als Ordnung bezeichnet.
- Elemente einer Multimenge
- Kanten in Multigraphen: Kanten mit einer höheren Vielfachheit als 1 werden als Mehrfachkanten bezeichnet.
- Primzahlen in einer Primfaktorzerlegung
- die Schnittzahl eines Schnittpunkts zweier algebraischer Kurven